# Trường Đại học Công nghệ Đồng Nai
Đại học Công nghệ Đồng Nai (tiếng Anh: Dong Nai Technology University) là một trường đại học tại Đồng Nai do TS. Phan Ngọc Sơn đứng tên thành lập theo quyết định số 929/QĐ-TTg ngày 16 tháng 6 năm 2011 của thủ tướng chính phủ.

## Hình thành
Tiền thân của trường là Trường Cao đẳng Kỹ thuật - Công nghệ Đồng Nai (Dongnai College of Technology), thành lập ngày 3 tháng 10 năm 2005. Trường đào tạo nhiều lĩnh vực Khoa học kỹ thuật - Công nghệ - Kinh tế khác nhau, gồm các hệ: Đại học, sau đại học.

## Ngành đào tạo
Các ngành đào tạo của trường bao gồm :
- Bậc Đại học: 
  1. Công nghệ chế tạo máy
  2. Công nghệ kỹ thuật điện, Điện Tử
  3. Công nghệ kỹ thuật xây dựng
  4. Công nghệ kỹ thuật ô tô
  5. Công nghệ thông tin
  6. Kỹ thuật phần mềm
  7. Truyền thông đa phương tiện
  8. Thiết kế đồ họa
  9. Ngôn ngữ Anh
  10. Ngôn ngữ Trung Quốc
  11. Đông phương học
  12. Công nghệ thực phẩm
  13. Công nghệ kĩ thuật hóa học
  14. Công nghệ sinh học
  15. Công nghệ kỹ thuật môi trường
  16. Điều dưỡng
  17. Kỹ thuật xét nghiệm y học
  18. Kế toán
  19. Tài chính-Ngân hàng
  20. Quản trị kinh doanh
  21. Quản trị khách sạn
  22. Quản trị dịch vụ du lịch và lữ hành
- Thời gian đào tạo 4 năm. tốt nghiệp cấp bằng kỹ sư đối với khối ngành công nghệ và Cử nhân đối với khối ngành Kinh tế,.
- Bậc Thạc sĩ:
  1. Quản lý kinh tế
  2. Ngôn ngữ Anh
  3. Công nghệ thông tin
  4. Quản trị kinh doanh
- Bậc Tiến sĩ:
  1. Quản lý kinh tế